# Михайловка (Катериновский старостинский округ)
Михайловка (укр. Михайлівка) — село, 
Катериновский сельский совет,
Лозовский район,
Харьковская область.
Код КОАТУУ — 6323981504. Население по переписи 2001 года составляет 242 (117/125 м/ж) человека.

## Географическое положение
Село Михайловка находится на левом берегу реки Бритай, выше по течению примыкает плотина Бритайского водохранилища, на противоположном берегу — село Долговое.

## История
- 1886 — центр Михайловской волости Павлоградского уезда Екатеринославской губернии

## Достопримечательности
- Братская могила советских воинов. Похоронено 524 воина.